# Antony Beevor
Antony Beevor (Kensington, 14 de diciembre de 1946) es un historiador militar británico. Ha publicado numerosas obras de divulgación histórica sobre distintos conflictos acontecidos en el siglo XX, principalmente sobre la Segunda Guerra Mundial, pero también sobre la guerra civil española y la Revolución rusa.  

## Biografía
Está relacionado con una larga sucesión de mujeres escritoras, ya que es hijo de Carinthia "Kinta" Beevor (1911 – agosto de 1995), ella misma hija de Lina Wakefield, y descendiente de Lucie Duff-Gordon (autora de un carné de viaje a Egipto). Kinta Beevor es por su parte la autora de A Tuscan Childhood (Una infancia toscana). 
Estudió en el Winchester College y en la Real Academia de Sandhurst. Siguiendo las huellas de uno de los más célebres historiadores sobre la Segunda Guerra Mundial, John Keegan, Beevor es autor de numerosas obras que para algunos son controvertidas, e innovadoras para otros, en particular sobre las batallas de la Segunda Guerra Mundial (Stalingrado, Berlín y Creta), pero también una historia de la guerra civil española que ha recibido igualmente críticas, u otras obras sobre el siglo XX en general.
En tanto que antiguo oficial del 11º Regimiento de Húsares del Ejército británico, ha tenido acceso, tanto para la batalla de Stalingrado como para la de Berlín, a los archivos soviéticos, inaccesibles para los investigadores hasta 1991. De este modo ha renovado en profundidad la Historia militar y política de la Segunda Guerra Mundial.
Sus trabajos más conocidos, los superventas Stalingrado y Berlín 1945 - La caída, explican batallas de la Segunda Guerra Mundial entre la URSS y la Alemania nazi. Han sido celebrados por su estilo vibrante y preciso, y por el uso de los archivos soviéticos recientemente puestos a disposición de los investigadores para su consulta. Por el libro Stalingrado recibió el Samuel Johnson Prize, el Wolfson History Prize (1998) y el Hawthornden Prize (1999 
Sus obras reseñan las atrocidades cometidas por ambas partes durante el conflicto, pero resulta destacable su estudio exhaustivo de los crímenes cometidos por el Ejército Rojo desde su entrada en territorio alemán, incluyendo el pillaje y la violación masiva y sistemática de mujeres alemanas.
Otro de sus libros trata sobre Creta durante la guerra: Crete: The Battle and the Resistance (Creta: la batalla y la resistencia), y por el que recibió el Runciman Prize. Mientras que en El día D. La batalla de Normandía, sostiene que, tras el desembarco, la inhumanidad de los nazis (ejecución de prisioneros, mutilaciones, quema con lanzallamas de paracaidistas atrapados en los árboles) fue contestada por los aliados con igual «salvajismo», denunciando así las matanzas sumarísimas de alemanes y los bombardeos aéreos indiscriminados sobre poblaciones normandas, que acabaron con miles de civiles franceses.
En septiembre de 2003 relevó a Philip Pullman como presidente de la Sociedad de Autores. En julio de 2004 recibió el título honorífico de Doctor de Letras de la Universidad de Kent.
Es miembro del comité de la Biblioteca de Londres y profesor invitado de las Cátedras de Historia, Ciencias de la Antigüedad y de Arqueología en la Universidad Birkbeck de Londres.
Está casado con Artemis Cooper, nieta de Lady Diana Cooper.

## Obra

### En inglés
Novelas
- Violent Brink, (primera edición, John Murray, Londres, 1975);
- The Faustian Pact, (Jonathan Cape, Londres, 1983);
- For Reasons of State, (Jonathan Cape, Londres, 1980);
- The enchantment of Christina von Retzen (Weidenfeld and Nicolson, Londres, 1989

Ensayos
- The Spanish Civil War (première édition chez Orbis, Londres, 1982);
- Inside the British Army (Chatto Windus, London, 1990);
- Crete: The Battle and the Resistance (John Murray, Londres,1991);
- Paris After the Liberation, 1944-1949, coescrito con su esposa, Artemis Cooper (1994);
- Stalingrad (Viking, Londres, 1998);
- Berlin: The Downfall 1945 (Penguin, Londres, 2002); Publicado en Estados Unidos con el título de The Fall of Berlin 1945;
- The Mystery of Olga Chekhova, (2004);
- The Battle for Spain: The Spanish Civil War 1936-39, edición española en 2005, edición inglesa en 2006;
- Ardennes 1944: Hitler’s Last Gamble. (2015)
- Arnhem: The Battle for the Bridges, 1944. (2018)

Obras editadas por él:
- A Writer at War: Vasily Grossman with the Red Army 1941-1945 par Vasily Grossman.

Colabora igualmente en algunas obras colectivas, como:
- The British Army, Manpower and Society into the Twenty-First Century, éditions Hew Strachan;
- What Ifs? of American History: Eminent Historians Imagine What Might Have Been, par Robert Cowley (Editeur), Antony Beevor and Caleb Carr. (2003)

### En español
- 2004  El misterio de Olga Chéjova. Círculo de Lectores. ISBN 978-84-672-0636-4.
- 2004  Stalingrado. Editorial Crítica. ISBN 978-84-8432-129-3.
- 2005  La guerra civil española. Círculo de Lectores. ISBN 978-84-672-1532-8.1
- 2006  La batalla de Creta. Planeta-De Agostini. ISBN 978-84-674-2869-8.
- 2006  Berlín. La caída, 1945. Planeta-De Agostini. ISBN 978-84-674-2077-7.
- 2006  Creta: la batalla y la resistencia. Editorial Crítica. ISBN 978-84-8432-798-1.
- 2006  Un escritor en guerra: Vasily Grossman en el Ejército Rojo, 1941-1945. Editorial Crítica. ISBN 978-84-8432-744-8.
- 2007  (con Cooper, Artemis) París después de la liberación, 1944-1949. Planeta-De Agostini. ISBN 978-84-674-3322-7.
- 2009  El día D. La batalla de Normandía. Editorial Crítica. ISBN 978-84-989-2020-8.
- 2012  La Segunda Guerra Mundial. Ediciones Pasado y Presente. ISBN 9788493986339.
- 2015  La última apuesta de Hitler: Ardenas 1944. Editorial Crítica. ISBN 9789879317716.
- 2015  La guerra civil española. (ampliada con archivos alemanes,soviéticos y nuevas fuentes españolas). Editorial Planeta ISBN 978-84-9892-844-0
- 2018  La batalla por los puentes: Arnhem 1944. La última victoria alemana en la Segunda guerra mundial. Editorial Crítica. ISBN 9788491990185.
- 2022 Rusia: revolución y guerra civil, 1917-1921. Editorial Crítica. ISBN 9788491994220

## Premios y Honores
En 2017 fue nombrado Caballero británico por sus servicios al desarrollo del conocimiento de las fuerzas armadas. Es también Caballero de Francia (Orden de las Artes y las Letras), Estonia (Orden de la Cruz de Terra Mariana) y Bélgica (Orden de la Corona). Asimismo, es doctor honoris causa por las universidades de Kent (2004) y de Bath (2010).
Crete: The Battle and the Resistance
Premio Runciman
Stalingrad
Premio Samuel Johnson
Wolfson History Prize
Premio Hawthornden en la categoría de Literatura
Berlin:The Downfall 1945
Longman-History Today Trustees' Award
The Battle for Spain: The Spanish Civil War 1936-39 (Edición española)
La Vanguardia, premio en la categoría de obra histórica